# Alystria curvilineata
Alystria curvilineata là một loài tò vò trong họ Ichneumonidae.